# Henry Amuli
Henry John Amuli est un homme politique papou-néo-guinéen.

## Biographie
À l'issue de son enseignement secondaire, il devient propriétaire d'une maison d'hôtes et d'une entreprise de randonnée pédestre touristique à Kokoda, pour les touristes se rendant à la piste de Kokoda.
Candidat sans étiquette, il est élu député de Sohe (la circonscription comprenant Kokoda) au Parlement national lors des élections législatives de 2017. Il devient membre du groupe parlementaire du Pangu Pati après son élection, et est nommé en juillet 2019 adjoint au ministre de l'Agriculture John Simon, dans le gouvernement du Premier ministre James Marape ; Henry Amuli est chargé de la responsabilité vice-ministérielle de la production de cacao, de coprah, de caoutchouc, d'huile de palme, et de vanille. En avril 2022, il est promu ministre du Commerce et des Industries, succédant à William Samb, décédé.
Il conserve son siège de député aux élections de 2022, et est reconduit à son ministère dans le deuxième gouvernement Marape. Le 24 novembre 2023, toutefois, sa réelection est annulée par la Cour suprême car des électeurs ont été corrompus par son directeur de campagne avec son accord. Il perd de ce fait également son rôle de ministre.